# Punt d'aigua

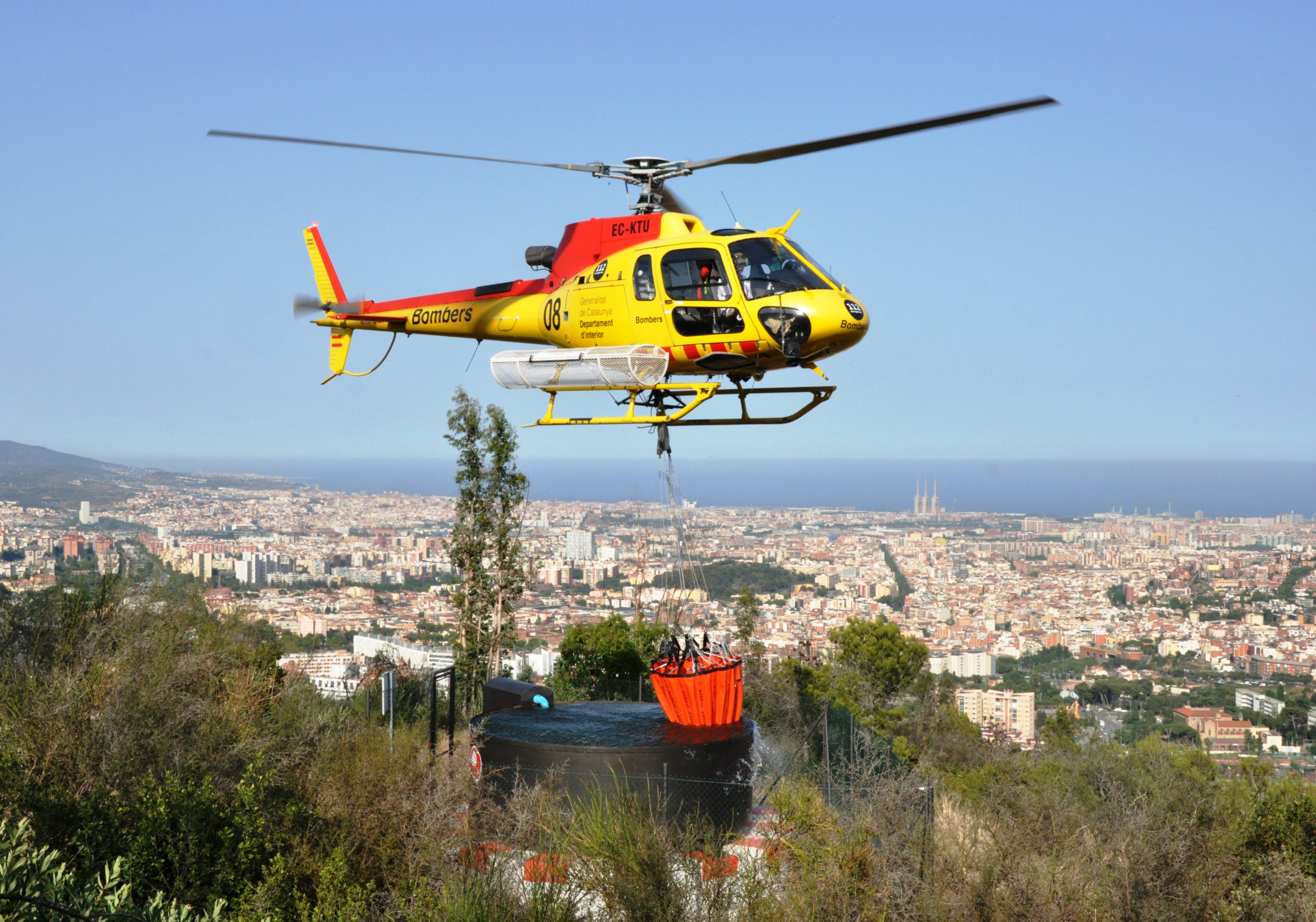
Punt d'aigua a Collserola

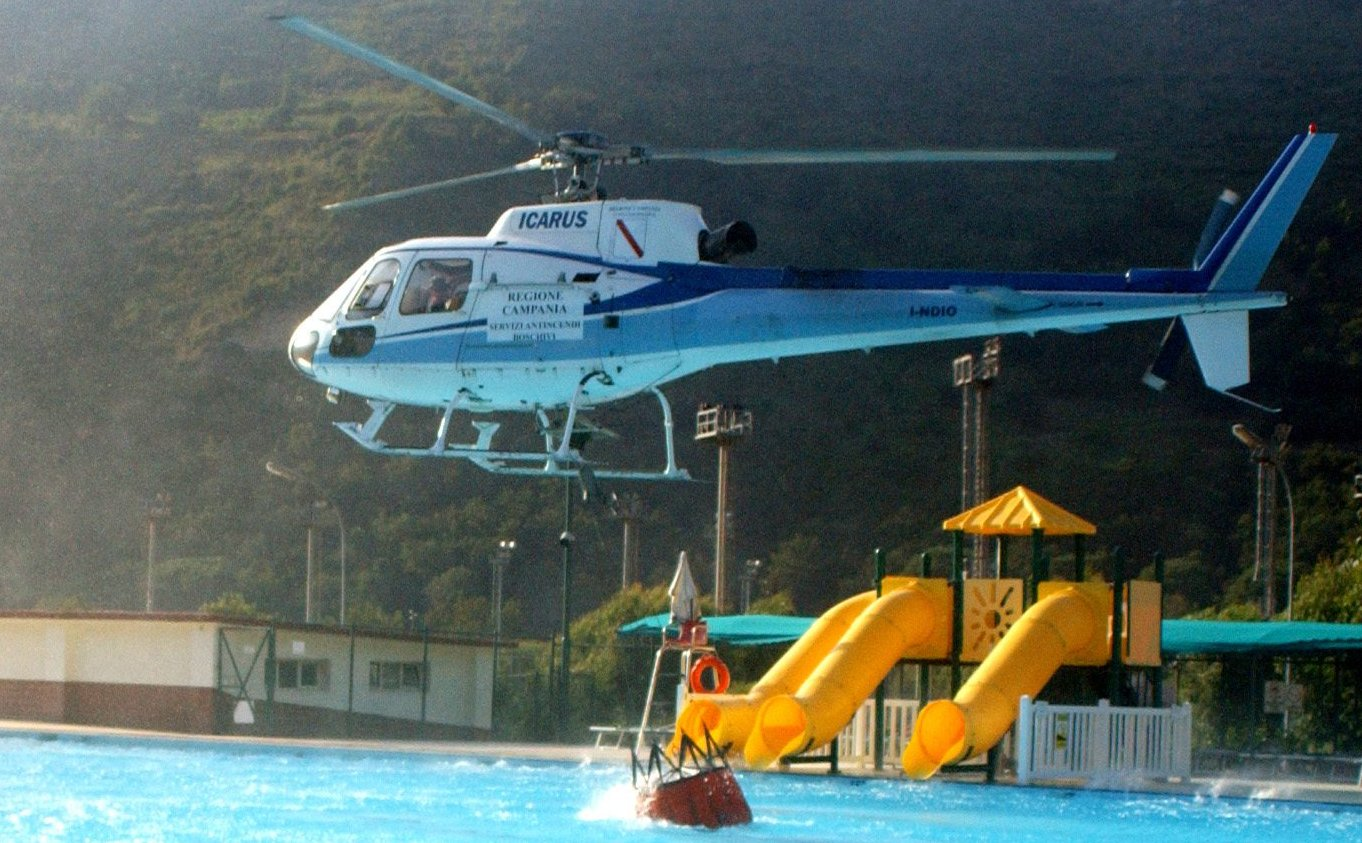
Helicòpter carregant aigua d'una piscina

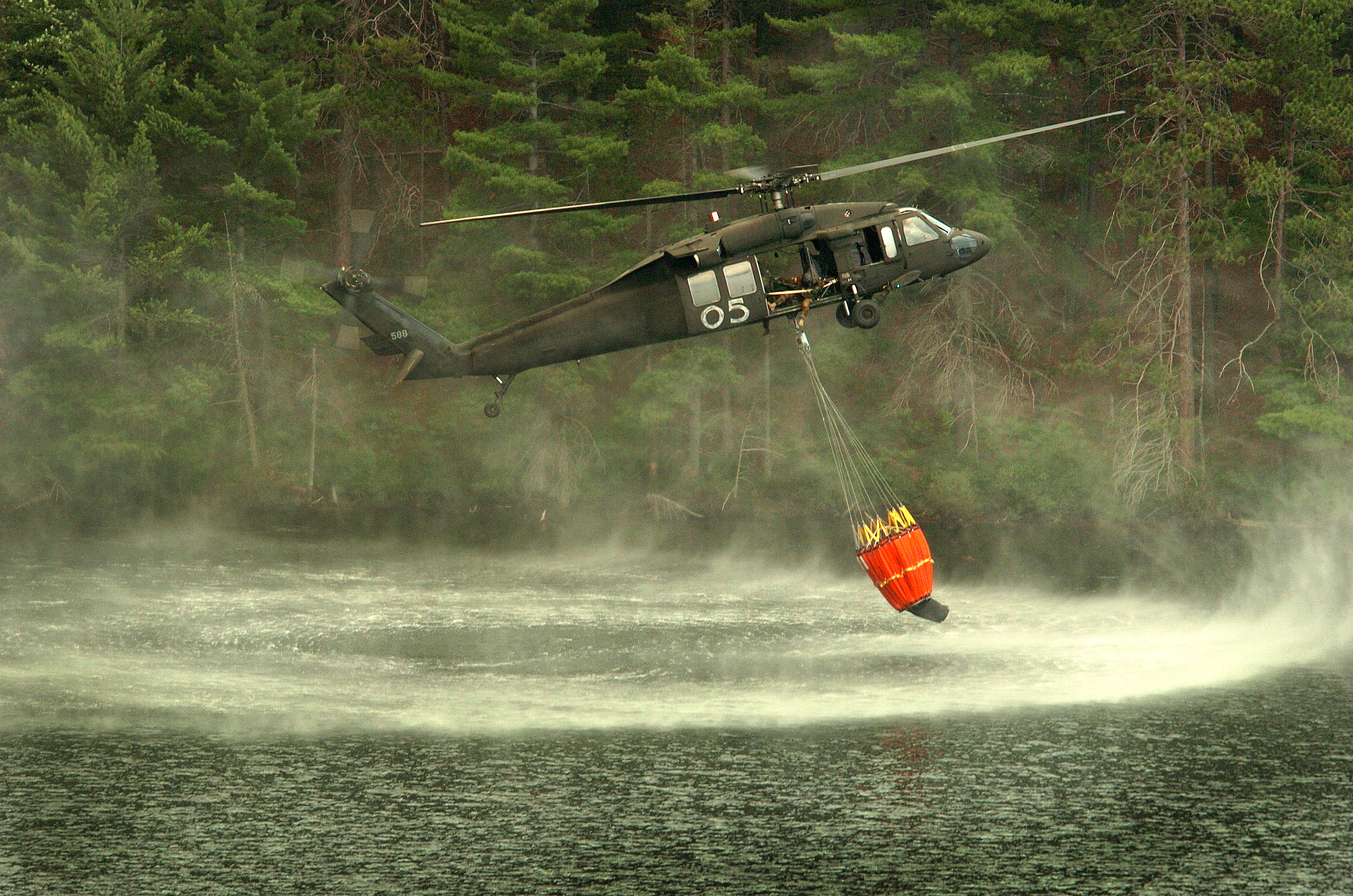
Helicòpter carregant aigua d'un llac

Un punt d'aigua és un element o estructura que emmagatzema aigua per a l'extinció d'incendis forestals. Aquesta reserva d'aigua pot ser natural o artificial, i pot ser utilitzada pels equips terrestres o aeris d'extinció.

## Tipus
El punt d'aigua pot ser un element natural (riu, llac), construït per a altres usos (bassa agrícola, embassament, piscina), o construït específicament per a l'extinció d'incendis (dipòsit d'aigua contra incendis). En qualsevol cas, es considera punt d'aigua si està condicionat per a l'accés i la càrrega d'aigua dels mitjans d'extinció terrestres o aeris.

## Xarxa bàsica de punts d'aigua
Als Països Catalans, els respectius plans d'emergències contra incendis, Infocat a Catalunya, el IV Pla General de Defensa contra incendis forestals de les Illes Balears, i el Pla Especial davant el risc d'incendis forestals al País Valencià, inclouen la xarxa òptima de punts d'aigua que cobreixi la superfície forestal, especialment aquella amb un alt risc d'incendis forestals. En general, aquests punts han de tenir les següents característiques:
- Cada punt d'aigua cobreix una superfície de radi 2,5 km. amb centre al mateix dipòsit.
- Ha de tenir una capacitat de 200 m³. També s'admeten els de 120 m³ ja construïts.
- Accessibles als mitjans d'extinció d'incendis forestals aeris (helicòpters) i terrestres (autobombes).
- Ha de tenir l'abastiment d'aigua assegurat per fonts naturals, canalització d'aigua de pluja, o per xarxa d'abastiment general.

Els dipòsits que no compleixen alguna d'aquestes característiques, però estan situats en llocs estratègics en la lluita contra incendis forestals es consideren part de la xarxa complementària de punts d'aigua.
La xarxa òptima no es correspon amb la xarxa màxima, doncs cal tenir en compte l'elevat cost de construcció i de manteniment dels punts d'aigua.

## Característiques

### Material
Els dipòsits d'aigua contra incendis forestals poden estar construïts amb diferents materials: de formigó, d'obra ceràmica, de plaques prefabricades, basses recobertes amb geomembranes, o de xapa metàl·lica amb geomembrana. No es recomanen les de xapa amb o sense lona, i no són aptes les de terra compactada ni de fibra de vidre.

### Càrrega d'aigua
Per als mitjans terrestres s'instal·la un hidrant alimentat pel dipòsit, amb sortida situada a uns 10 cm del fons del dipòsit, i canonada de 110 mm, amb 2 sortides de 70 mm amb ràcord Barcelona i vàlvula de quadradet, si la pressió és superior a 10 kPa (10 m de desnivell); o amb una sortida amb ràcord Storz de 110 mm, si la pressió és inferior a 10 kPa, perquè els vehicles puguin aspirar l'aigua.
Per als helicòpters cal que la làmina d'aigua tingui un diàmetre mínim de 4 m i a una fondària màxima d'1 m.

### Emplaçament
L'emplaçament del dipòsit està condicionat per l'accés dels vehicles terrestres i per la maniobra dels helicòpters. L'accés de les autobombes fins a l'hidrant ha de ser per una pista de 3 m d'amplada, lliure de vegetació fins a 4 m d'alçada i 3 m d'amplada, amb corbes de radi de gir mínim de 20 m, i amb espai per maniobrar davant de l'hidrant. Per als helicòpters els 25 m al voltant del dipòsit han d'estar nets tot tipus de vegetació, i els 100 metres que envolten el punt tindran un pendent d’entrada i sortida inferior al 12.5% lliure d’obstacles. És a dir, als 25 metres de distància del punt l’obstacle màxim no pot superar els 3 metres d’alçada i als 100 metres de distància no superarà els 12,5 metres.

### Senyalització
Per tal que sigui visible pels helicòpters, el coronament del dipòsit es pinta amb franges blanques i vermelles, d'uns 40 cm alçada i tota l'amplada del mur, i cada franja ha de tenir entre 1,5 i 2 m de llargada.

### Protecció de l'avifauna
Es proposen 2 actuacions:
- Instal·lar un abreujador o aiguamoll fora del perímetre de la tanca, amb l'aigua sobrant del dipòsit.
- Fer una rampa inclinada per a la sortida dels animals, que sigui visible per al pilot i que no s'hi pugui quedar enganxat l'helidipòsit.